# Comment draguer toutes les filles...
Comment draguer toutes les filles... est un film français réalise par Michel Vocoret, sorti en 1981. En Italie il est sorti avec le titre Mare, mare voglia di....

## Synopsis
Alain, Erik et Olivier sont trois amis qui louent pour les vacances une maison a Deauville avec l’intention de conquérir de nombreuses filles...

## Distribution
- Yves Thuillier : Alain
- Emmanuel Karsen : Olivier
- Jean-Luc Azra : Éric
- Charlotte Walior : Sylvie
- Michel Vocoret : Maxime
- Michèle Bernier : Maryse
- Guy Piérauld : le pompiste
- Marco Perrin : André
- Claudine Delvaux : la femme du pompiste
- Ticky Holgado : le garagiste
- Ginette Garcin : la religieuse
- Jean-Marie Proslier : Fernand, le concierge de l'hôtel